# Rocca San Casciano
Rocca San Casciano är en ort och kommun i provinsen Forlì-Cesena i regionen Emilia-Romagna i Italien. Kommunen hade 1 828 invånare (2018).